# Liste der Baudenkmale in Hohenbucko
In der Liste der Baudenkmale in Hohenbucko sind alle Baudenkmale der brandenburgischen Gemeinde Hohenbucko und ihrer Ortsteile aufgelistet. Grundlage ist die Veröffentlichung der Landesdenkmalliste mit dem Stand vom 31. Dezember 2023.

## Baudenkmale in den Ortsteilen
In den Spalten befinden sich folgende Informationen:
- ID-Nr.: Die Nummer wird vom Brandenburgischen Landesamt für Denkmalpflege vergeben. Ein Link hinter der Nummer führt zum Eintrag über das Denkmal in der Denkmaldatenbank. In dieser Spalte kann sich zusätzlich das Wort Wikidata befinden, der entsprechende Link führt zu Angaben zu diesem Denkmal bei Wikidata.
- Lage: die Adresse des Denkmales und die geographischen Koordinaten. Link zu einem Kartenansichtstool, um Koordinaten zu setzen. In der Kartenansicht sind Denkmale ohne Koordinaten mit einem roten beziehungsweise orangen Marker dargestellt und können in der Karte gesetzt werden. Denkmale ohne Bild sind mit einem blauen bzw. roten Marker gekennzeichnet, Denkmale mit Bild mit einem grünen beziehungsweise orangen Marker.
- Bezeichnung: Bezeichnung in den offiziellen Listen des Brandenburgischen Landesamtes für Denkmalpflege. Ein Link hinter der Bezeichnung führt zum Wikipedia-Artikel über das Denkmal.
- Beschreibung: die Beschreibung des Denkmales
- Bild: ein Bild des Denkmales und gegebenenfalls einen Link zu weiteren Fotos des Baudenkmals im Medienarchiv Wikimedia Commons

### Hohenbucko
| ID-Nr.   | Lage                                | Bezeichnung | Beschreibung | Bild |
| -------- | ----------------------------------- | --- | --- | --- |
| 09135197 | (Lage)                              | Dorfkirche | Die evangelische Kirche wurde in der zweiten Hälfte des 13. Jahrhunderts erbaut. Im Inneren eine Pietà aus dem Anfang des 15. Jahrhunderts. | weitere Bilder |
| 09135299 | Dorfstraße 17, Ahornweg 4, 6 (Lage) | Oberförsterei mit Remisen- und Stallgebäude, Backofen und Samendarre                                                  | Das historische Gebäudeensemble, welches 1889 als Königlich-Preußisches Forstamt errichtet wurde, befindet sich in der Dorfstraße der Gemeinde. Die Oberförsterei ist bis heute als Einrichtung des Amtes für Forstwirtschaft Doberlug-Kirchhain in Betrieb.                                       | Oberförsterei mit Remisen- und Stallgebäude, Backofen und Samendarre                                                  |
| 09135726 | Dorfstraße 35 (Lage)                | Pfarrhaus | Das Hohenbuckoer Pfarrhaus befindet sich unmittelbar östlich der Dorfkirche. Die Entstehungszeit des Bauwerks wird auf das Jahr 1910 datiert. | Pfarrhaus |
| 09135630 | Dorfstraße 44 (Lage)                | Wohnhaus mit Eisengitterzaun, Taubenturm und Feldsteinpflasterung eines Großbauerngehöfts                             | Das historische Gebäudeensemble eines Großbauerngehöftes besteht unter anderem aus einem Wohnhaus, welches auf die zweite Hälfte des 18. Jahrhunderts datiert wird. Der dazugehörige Taubenturm entstammt der zweiten Hälfte des 19. Jahrhunderts.                                                 | Wohnhaus mit Eisengitterzaun, Taubenturm und Feldsteinpflasterung eines Großbauerngehöfts                             |
| 09135623 | Lochmühle (Lage)                    | Mühlengehöft, bestehend aus Wohnhaus, Mühlengebäude, Stallscheune und Einfahrtsscheune sowie Teilen des Mühlengrabens | Die einstige Lochmühle, welche bereits im ausgehenden Mittelalter urkundlich erstmals Erwähnung fand, befindet sie sich östlich der Verbindungsstraße Hohenbucko-Schöna am sogenannten Fließgraben. Hier ist sie zwischen dem Quellgebiet in der Rochauer Heide und dem Lebuser Vorwerk zu finden. | Mühlengehöft, bestehend aus Wohnhaus, Mühlengebäude, Stallscheune und Einfahrtsscheune sowie Teilen des Mühlengrabens |
| 09135196 | Schliebener Straße (Lage)           | Postmeilensäule | Die Postmeilensäule, eine Ganzmeilensäule, steht an der B 87. Aufgestellt wurde die Säule um 1730 an der Heerstraße und kursächsischen Poststraße von Leipzig nach Frankfurt (Oder). Es ist ein Sandsteinobelisk, im oberen Teil der Säule befindet sich vergoldetes Posthorn.                     | Postmeilensäule |

### Proßmarke
| ID-Nr.   | Lage                         | Bezeichnung                                | Beschreibung | Bild                                       |
| -------- | ---------------------------- | ------------------------------------------ | --- | ------------------------------------------ |
| 09135221 | (Lage)                       | Dorfkirche                                 | Die evangelische Kirche wurde im 14. Jahrhundert erbaut, der Turm wurde später hinzugefügt. Es ist ein Saalbau aus Feldstein mit einem Satteldach. Im Inneren befinden sich sieben Skulpturen aus Holz, die um 1510 entstanden sind. Die Orgel wurde wahrscheinlich um 1819 erbaut, der Orgelbauer war Johann Christian Schröder aus Sonnewalde. | weitere Bilder                             |
| 09135734 | Hohenbuckoer Straße 4 (Lage) | Wohnhaus mit Auszugshaus eines Handwerkers | Das Wohnhaus wurde von 1934 bis 1935 erbaut. Es ist ein traufständiges, zweigeschossiges Haus mit einem Satteldach. Die Fassade prägt ein Risalit mit einem Zwerchhaus, hier befindet sich auch die Toreinfahrt zum Vierseithof. | Wohnhaus mit Auszugshaus eines Handwerkers |